# Karaczajewski Komitet Narodowy
Karaczajewski Komitet Narodowy (ros. Карачаевский Национальный Комитет) – kolaboracyjna organizacja północnokaukaska podczas II wojny światowej
Komitet został utworzony w Mikojan-Szacharze późnym latem 1942 r. Na jego czele stanął karaczajewski bojownik narodowo-wyzwoleńczy Kady Bajramukow. Funkcję jego zastępców pełnili Magomiet Bajczorow i Abdulach Salpagarow. Sekretarzem był Adam Chubijew. Pozostali członkowie to: burmistrz Kisłowodska Medżir Koczkarow, Chalif Bajczorow, Dobaj Toturkułow, starosta wsi Wierchnaja Tebierda Jusuf Abajchanow, dowódca żandarmerii aułu Uczkulan Ożaj Dżatdojew, dowódca policji aułu Nowyj Uczkułan Dadyk Łajpanow, Madżir Korkmazow, dowódca policji obłastnej Muratbi Łajpanow, Ibrahim Kubajew, Islam Dudow, redaktor pisma "Революция и горец" Achmat Biegieułow, redaktor pisma "Свободный Карачай" Kanszau Karakotow. Hasłami głoszonymi przez Komitet była walka z reżimem sowieckim, rozwiązanie kołchozów, przekazanie ziemi chłopom. Prowadził on też działalność oświatowo-kulturalną. W październiku 1942 r. w Kisłowodsku pod patronatem Komitetu zorganizowano święto religijne Kurman-bajram. Rozpoczęto formować oddziały antypartyzanckie. Utworzono Karaczajewski Szwadron Ochotniczy, który wszedł w skład Oddziału Specjalnego Bergmann. W końcowym okresie okupacji niemieckiej działacze Komitetu przygotowywali wubuch powstania antysowieckiego w rejonie uczkułanowskim. Podczas odwrotu wojsk niemieckich z Północnego Kaukazu w styczniu/lutym 1943 r., większość działaczy Komitetu ewakuowała się wraz z nimi na zachód.